# مرویل بیانکادی
مرویل بیانکادی (انگلیسی: Merveille Biankadi؛ زادهٔ ۹ مهٔ ۱۹۹۵) بازیکن فوتبال اهل آلمان است.
از باشگاه‌هایی که در آن بازی کرده‌است می‌توان به باشگاه فوتبال بایرن مونیخ اشاره کرد.